# Malbrouck
De malbrouck (Chlorocebus cynosuros) is een soort uit het geslacht van de Zuidwest-Afrikaanse groene meerkatten (Chlorocebus). De malbrouck is een algemene apensoort in zuidelijk Afrika. De soort wordt soms beschouwd als een ondersoort van de Zuid-Afrikaanse groene meerkat of vervet (Chlorocebus pygerythrus), of met de andere groene meerkatten in één soort geplaatst als Chlorocebus aethiops.
De malbrouck is een slanke, lenige apensoort met lange ledematen en een lange staart. De vacht is grijzig bruin tot grijs van kleur. Op de rug, de hoofdkruin en de bovenarmen is de vacht meer olijfgroen, terwijl de borst en onderzijde wit zijn, evenals de wangen en de wenkbrauwen, die het kale zwarte gezicht omringen. De vacht op de handen en voeten en de staartpunt zijn zwart. De ogen zijn bruin. De genitaliën zijn helder gekleurd. De scrotum van het mannetje is helder blauw, de penis felrood. Mannetjes zijn zo'n twintig procent groter dan vrouwtjes.
De malbrouck leeft in een grote verscheidenheid aan leefgebieden, van bossen en miombo tot struikgebieden en lichtbeboste savannes, tot op een hoogte van 3000 meter. Hij is vooral algemeen in met voornamelijk acacia's begroeide rivierbossen. Hij komt voor in zuidelijk Kongo, Angola en Zambia ten westen van de rivier de Luangwa.
Het is een dagdier, die zich in grote groepen ophoudt in de buurt van bomen en op de grond. De malbrouck is een omnivoor, die leeft van een grote verscheidenheid aan voedsel, als vruchten (bijvoorbeeld vijgen en bessen), peulvruchten, zaden, bloemen, bladeren, gom, ongewervelden, eieren, kuikentjes en hagedissen. Plantaardig materiaal vormt echter de hoofdmoot in de meeste gebieden. Enkel in mangrovebossen vormt ook dierlijk materiaal een belangrijk onderdeel van het dieet. Ook landbouwgewassen worden gegeten, en een groep kan grote schade aanrichten aan een akker.
Een groep bestaat uit zes tot meer dan vijftig dieren, bestaande uit een gelijk aantal mannetjes en vrouwtjes. De groep kent een territorium, dat qua grootte afhankelijk is van de hoeveelheid voedsel. De malbrouck kent een grote verscheidenheid aan houdingen en geluiden om te communiceren met groepsleden.